# Majorité sexuelle en Afrique

Âge de la majorité sexuelle dans le monde :
13
14
15
16
17
18
relations sexuelles interdites avant le mariage
données indisponibles

La carte ci-contre indique les différents pays d'Afrique dont la loi impose un âge pour la majorité sexuelle.

Les lois des différents pays encadrent le type d'activité sexuelle (vaginale, sodomie, fellation) ainsi que le sexe des participants. L'âge à partir duquel une personne peut avoir des relations sexuelles sans être en infraction avec la loi apparaît en gras dans le texte. Cet âge est valable pour les deux sexes. D'autres variables comme l'homosexualité et/ou la sodomie, lorsqu'elles sont illégales, sont signalées si elles sont importantes. Lorsqu'il existe un ou des cas particuliers propres à un pays donné, ils sont indiqués.

## Afrique du Sud
Depuis le 1er janvier 2008 (suite au Criminal Law (Sexual Offences and Related Matters) Amendment Act de 2007), l'âge de la majorité de la sexuelle a été fixé à 16 ans en République d'Afrique du Sud. Il est indépendant de l'orientation sexuelle et/ou du sexe des protagonistes.

## Algérie
En Algérie, la nubilité ou l'âge de la majorité sexuelle pour l'intromission vaginale est de 16 ans. L'homosexualité est punie par la loi (article 338), ainsi que dans le cas d'outrage public à la pudeur (article 333).

## Angola
L'âge de la majorité et de la minorité sexuelle en Angola est de 12 ans,. Cependant, les relations sexuelles avec un enfant entre les âges de 12 ans et 17 ans peut être considéré comme un abus sexuel.

## Botswana
L'âge du consentement est de 16 ans pour les femmes et 14 pour les hommes, mais l'homosexualité masculine est passible de 7 ans d'emprisonnement.

## Burkina Faso
Aucun texte juridique au Burkina Faso ne définit la majorité sexuelle.

## Burundi
L'âge de la majorité sexuelle est de 18 ans au Burundi. Il n'a pas été trouvé d'information plus complète.

## Cameroun
L'âge de la majorité sexuelle est de 16 ans. Il est indépendant de l'orientation sexuelle et/ou du sexe des protagonistes.

## Cap-Vert
L'âge de la majorité sexuelle est de 16 ans au Cap-Vert. Il est indépendant de l'orientation sexuelle et/ou du sexe des protagonistes[réf. nécessaire].

## Comores
L'âge de la majorité sexuelle est de 13 ans. Il est indépendant de l'orientation sexuelle et/ou du sexe des protagonistes.

## Djibouti
L'âge de la majorité sexuelle est de 18 ans. Il est indépendant de l'orientation sexuelle et/ou du sexe des protagonistes,.

## Égypte
L'âge de la majorité sexuelle est de 18 ans en Égypte, pour les hommes comme pour les femmes. La prostitution y est interdite. La loi sur la prostitution a été utilisée pour punir les homosexuels quel que soit leur sexe.

## Eswatini
L'âge de la majorité sexuelle est de 16 ans.
Une fille de moins de 14 ans ne peut pas consentir à des rapports sexuels en vertu du droit pénal. Toutefois, en vertu de la loi statutaire sur les filles et les femmes - Girls and Women Protection Act - une fille de moins de 16 ans
ne peut pas consentir à des rapports sexuels.

## Éthiopie
L'âge de la majorité sexuelle est de 18 ans (article 626 du code criminel), mais la loi n'est pas appliquée de manière efficace : près de 20 % des filles sont mariées avant l'âge de 15 ans, en particulier dans les zones rurales, où certaines filles sont même mariées dès l'âge de 7 ans.

## Gabon
L'âge de la majorité sexuelle est de 18 ans. Il est indépendant de l'orientation sexuelle et/ou du sexe des protagonistes.

## Gambie
L'âge de la majorité sexuelle est de 18 ans. Il est indépendant de l'orientation sexuelle et/ou du sexe des protagonistes.

## Ghana
L'âge de la majorité sexuelle est de 16 ans. Il est indépendant de l'orientation sexuelle et/ou du sexe des protagonistes.

## Guinée
L'âge de la majorité sexuelle est de 15 ans. Il est indépendant de l'orientation sexuelle et/ou du sexe des protagonistes.

## Guinée-Bissau
L'âge de la majorité sexuelle est de 16 ans. Il est indépendant de l'orientation sexuelle et/ou du sexe des protagonistes.

## Guinée équatoriale
L'âge de la majorité sexuelle est de 18 ans. Il est indépendant de l'orientation sexuelle et/ou du sexe des protagonistes.

## Kenya
L'âge de la majorité sexuelle est de 16 ans au Kenya. Il concerne aussi bien les hommes que les femmes hétérosexuels. L'homosexualité est punie de 25 ans d'emprisonnement.

## Lesotho
L'âge de la majorité sexuelle est de 16 ans pour les filles (le rapport sexuel avec une fille de moins de 16 ans est considéré comme un viol) et 14 pour les garçons. Toutefois, l'homosexualité est interdite . 

## Liberia
L'âge de la majorité sexuelle est de 18 ans,.
L'âge de la majorité sexuelle a été élevé de deux ans en 2009.

## Madagascar
L'âge de la majorité sexuelle est de 14 ans dans l'île de Madagascar (article 331 de la Loi sur la répression criminelle). Elle peut être portée à 21 ans dans les cas où les protagonistes sont des parents proches ou d'homosexuels.

## Malawi
L'âge de la majorité sexuelle est de 14 ans. Il est indépendant de l'orientation sexuelle et/ou du sexe des protagonistes,.

## Mali
L'âge de la majorité sexuelle est de 18 ans. Il est indépendant de l'orientation sexuelle et/ou du sexe des protagonistes.

## Maroc
18 ans.

## Maurice
L'âge de la majorité sexuelle est de 16 ans. L'article 249 dispose que les rapports sexuels avec une fille de moins de 16 ans encourt 10 ans de prison.

## Mauritanie
L'âge de la majorité sexuelle est de 16 ans. Il est indépendant de l'orientation sexuelle et/ou du sexe des protagonistes.

## Mozambique
L'âge de la majorité sexuelle est de 16 ans. Il est indépendant de l'orientation sexuelle et/ou du sexe des protagonistes.

## Namibie
L'article 14 de la Combating of Immoral Practices Act 1980 (Lutte contre les pratiques immorales - loi de 1980) dispose qu'il est illégal d'avoir des rapports sexuels avec une fille de moins de 16 ans.

## Niger
L'article 284 du code judiciaire de la République du Niger fixe l'âge de la majorité sexuelle à 13 ans. Il est indépendant de l'orientation sexuelle et/ou du sexe des protagonistes. En 2025, le Niger a par ailleurs le cinquième indice de développement humain (IDH) le plus bas du monde.

## Nigeria
L'âge de la majorité sexuelle est de 18 ans. Une loi promulguée en janvier 2014 prévoit une peine de 14 ans de prison en cas de « mariage homosexuel » (célébré illégalement dans le pays) et 10 ans d’emprisonnement contre les personnes de même sexe affichant publiquement leur relation .

## République démocratique du Congo
La loi 09/001 du 10 janvier 2009 a fixé l'âge du consentement à 18 ans. Il est indépendant de l'orientation sexuelle et/ou du sexe des protagonistes.

## Rwanda
L'âge de la majorité sexuelle est de 18 ans au Rwanda. Il est indépendant de l'orientation sexuelle ainsi que du sexe des protagonistes.

## Sénégal
L'âge de la majorité sexuelle est de 16 ans (l'article 320 traite le cas des enfants de moins de 16 ans ; l'article 319 traite le cas des enfants de moins de 13 ans). Les actes homosexuels sont illégaux.

## Seychelles
L'âge de la majorité sexuelle est de 18 ans. Il est indépendant de l'orientation sexuelle et/ou du sexe des protagonistes.

## Sierra Leone
L'âge de la majorité sexuelle est de 14 ans. Il est indépendant de l'orientation sexuelle et/ou du sexe des protagonistes.

## Soudan
L'âge de la majorité sexuelle est de 18 ans. Il est indépendant de l'orientation sexuelle et/ou du sexe des protagonistes.

## Tchad
La loi interdit les relations sexuelles avec une fille de moins de 14 ans (même si elle est mariée).

## Tunisie
Anciennement 13 ans, élevée à 16 ans dans une loi votée en juillet 2017.

## Ouganda
L'âge de la majorité sexuelle est de 18 ans en Ouganda pour ce qui est de l'intromission vaginale. La sodomie et/ou les fellations entre personnes de sexes différents est illégale et peut conduire à un emprisonnement qui peut être à perpétuité si les protagonistes sont homosexuels[réf. nécessaire].

## Zambie
L'âge de la majorité sexuelle est de 16 ans.

## Zimbabwe
L'âge de la majorité sexuelle est de 16 ans au Zimbabwe lorsque les protagonistes sont de sexe différent ou en cas de saphisme. Les rapports sexuels avec un mineur sont assimilés à un viol et réprimés comme tel. La loi établit le nombre d'années d'emprisonnement selon l'âge des protagonistes et la nature du crime (habituellement entre 12 et 16 ans[réf. nécessaire]: Tout homme tenant par la main un autre homme ou ayant un comportement homosexuel est passible d'une peine d'emprisonnement d'un an.